# Ducado de Limburgo (1839-1867)
El ducado de Limburgo fue creado y formado de la parte oriental de la provincia de Limburgo como resultado del Tratado de Londres en 1839. De iure era una entidad política separada en unión personal con el reino de los Países Bajos y al mismo tiempo una provincia del reino de Holanda. Este nuevo ducado de Limburgo no debe ser confundido con el antiguo ducado de Limburgo, que fue abolido en 1794.

## Formación
Después de la ocupación por el ejército francés en 1794, el antiguo Ducado de Limburgo de los Habsburgo fue disuelto y se convirtió en el departamento de Meuse-Inferior. Tras la derrota de Napoleón en 1814, los antiguos departamentos de Meuse-Inferior y Ourte fueron fusionados para formar la provincia de Limburgo dentro del nuevo estado formado del Reino Unido de los Países Bajos. Esta provincia cubría un área mucho mayor y diferente del anterior ducado, y la ciudad homónima de Limburgo fue ubicada en la provincia de Lieja.
En la revolución belga de 1830 las comunidades católicas valonas y flamencas que conformaban los antiguos Países Bajos meridionales, se separaron del territorio mayoritariamente calvinista de las antiguas Provincias Unidas, que  dominaban el reino. Toda la provincia, excepto Maastricht, la capital provincial quedó en manos belgas. Sin embargo, por el Tratado de Londres de 1839, la provincia fue dividida en dos, con la parte oriental yendo para los neerlandeses y la occidental para Bélgica, una división que permanece hasta hoy.
Con el Tratado de Londres, lo que ahora es la provincia belga de Luxemburgo fue entregada a Bélgica y sacada de la Confederación Germánica. Para complacer a Prusia, que había perdido el acceso al río Mosa tras el Congreso de Viena, la provincia holandesa de Limburgo fue convertida en miembro de la Confederación Germánica entre el 5 de septiembre de 1839 y el 23 de agosto de 1866 como Ducado de Limburgo. Durante este periodo el ducado existió como entidad política separada en unión personal con el reino de los Países Bajos.
Sin embargo, las ciudades fortificadas de Maastricht y Venlo fueron excluidas y permanecieron fuera de la Confederación Germánica, con base en que la población no debía sobrepasar la de la provincia belga de Luxemburgo, de 150 000 habitantes.

## Disolución
La guerra de las siete semanas entre Austria y Prusia en 1866 llevó al colapso de la Confederación Germánica. Para clarificar la posición del Gran Ducado de Luxemburgo y del Ducado de Limburgo que eran posesiones del rey de Holanda, pero que también eran miembros de la Confederación Germánica, el Tratado de Londres (1867) dispuso que Limburgo en adelante fuera considerada “parte integral del reino de Holanda”. Limburgo se convirtió en una provincia ordinaria de Holanda. Luxemburgo se unió a la unión aduanera alemana, Zollverein, en la que permanecería hasta el 1 de enero de 1919.
El título de "Duque de Limburgo" continuó siendo usado en términos oficiales hasta febrero de 1907. Otro elemento que pervive hasta hoy en día, el "Comisario Real" de la provincia, todavía es referido como el “Gobernador” en Limburgo.

## Duques
- Guillermo I 1839-1840
- Guillermo II 1840-1849
- Guillermo III 1849-1866

Después de 1866, el título de Duque de Limburgo se mantuvo como un título de nobleza personal de Guillermo III. En virtud de la Ley Sálica los títulos nobiliarios de la nobleza no podían ir a la línea femenina de la descendencia de Guillermo III. El último poseedor del título nobiliario de "Duque de Limburgo" fue él.